# Fenestrolaimus antarticus
Fenestrolaimus antarticus is een rondwormensoort uit de familie van de Thoracostomopsidae.